# Gardner (Automobilhersteller)
Frank L. Gardner war ein französischer Hersteller von Automobilen.

## Unternehmensgeschichte
Das Unternehmen Frank L. Gardner aus der Rue Stendhal in Paris begann 1898 mit der Produktion von Automobilen. 1900 endete die Produktion, als Frank L. Gardner zu Serpollet wechselte. Es bestand keine Verbindung zur Gardner Motor Company.

## Fahrzeuge
Zunächst wurde ein Modell nach einem Entwurf von Charles W. James mit einem Einzylindermotor und Kraftübertragung mittels Riemen angeboten. Außerdem gab es den Rennwagen 12 CV mit einem Zweizylindermotor, für den eine Höchstgeschwindigkeit von 60 km/h angegeben wurde.